# Falha Setentrional da Anatólia

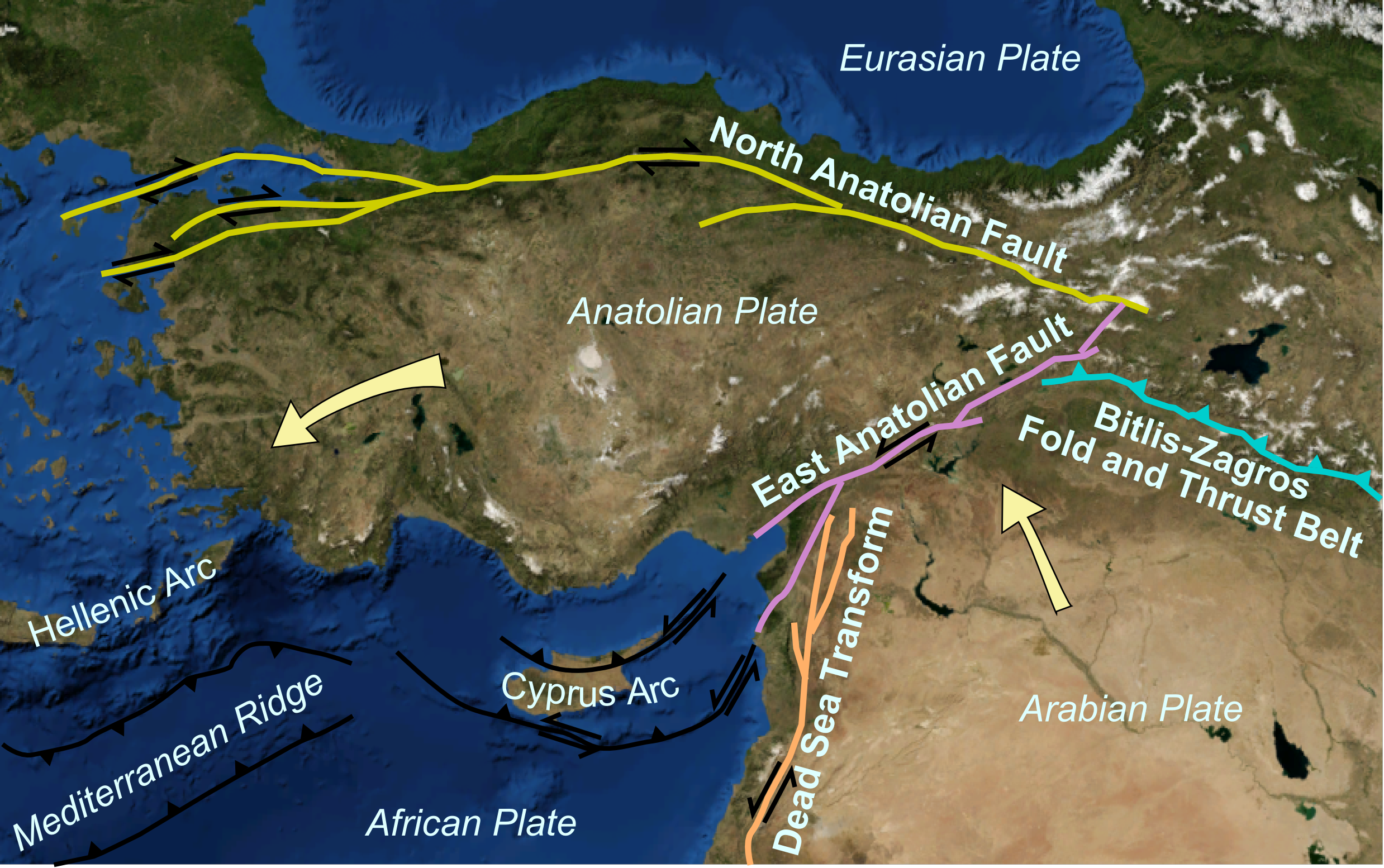
Mapa da Placa da Anatólia e as suas principais falhas geológicas

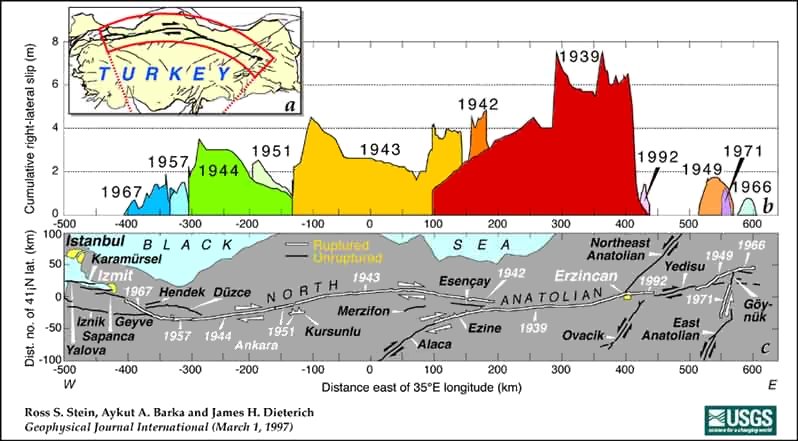
Magnitudes dos escorregamentos verificados durante os terramotos na Falha Setentrional da Anatólia durante o século XX

A Falha Setentrional da Anatólia ou Falha do Norte da Anatólia (em turco:  Kuzey Anadolu Fay Hattı; sigla em inglês: NAF) é uma falha geológica do tipo transformante que corre ao longo do norte da Anatólia no limite entre as placas tectónicas Euro-Asiática e da Anatólia. Estende-se para oeste numa extensão de cerca de 1000 km, desde a junção com a Falha Oriental da Anatólia, na junção tripla de Carleova, no leste da Turquia e prolonga-se até aos mares Egeu e de Mármara, passando a cerca de 20 km a sul de Istambul.
A falha está na origem do elevado risco sísmico da Turquia e de vários terramotos de grandes proporções.

## Características
A maior parte da Turquia situa-se sobre a microplaca tectónica da Anatólia, a qual é empurrada para ocidente pelas placas eurasiática e arábica. A falha setentrional da Anatólia corresponde ao escorregamento lateral, ao ritmo de cerca de 20 mm por ano, entre a placa eurasiática e a placa anatólia.
A principal diferença em relação à Falha de Santo André é que a distribuição espacial das ruturas é muito aliatória, caracterizando-se a falha do norte da Anatólia por sequências de ruturas impressionantes.

## Maiores sismos ao longo da falha
Desde o desastroso sismo de Erzinjane de 1939, registaram-se sete sismos de magnitude superior a 7,0 na escala de Richter, cada um deles ocorrido em pontos progressivamente mais ocidentais. Os sismólogos que estudam este padrão acreditam que os sismos ocorrem em "tempestades" que duram algumas décadas e que uns sismos deflagram outros. Pela análise das pressões causadas ao longo da falha em cada terramoto, os cientistas foram capazes de prever o sismo que atingiu a cidade de İzmit de forma devastadora em agosto de 1999. Supõe-se que a série ainda não está completa e que se verificará brevemente um terramoto mais a oeste ao longo da falha, possivelmente na densamente povoada cidade de Istambul.
| Ano  | Dia-mês        | Hora local | Nome                              | Epicentro                   | Local mais próximo do epicentro                                                        | Local mais próximo do epicentro | Escala de magnitude de momento | Baixas | Baixas  |
| Ano  | Dia-mês        | Hora local | Nome                              | Epicentro                   | Localidade                                                                             | Província                       | Escala de magnitude de momento | Mortos | Feridos |
| ---- | -------------- | ---------- | --------------------------------- | --------------------------- | -------------------------------------------------------------------------------------- | ------------------------------- | ------------------------------ | ------ | ------- |
| 1939 | 26 de dezembro | 01:57      | Terramoto de Erzinjane de 1939    | 39° 46' 12" N 39° 31' 48" E | Erzinjane                                                                              | Erzinjane                       | 7,9                            | 32 962 |         |
| 1942 | 20 de dezembro | 16:03      | Terramoto de Niksar-Erbaa de 1942 | 40° 52' 12" N 36° 28' 12" E | Niksar e Erbaa                                                                         | Tocate                          | 6,9                            | 3 000  |         |
| 1943 | 26 de novembro | 00:20      | Terramoto de Tosya-Ladik de 1943  | 41° 03' N 43° 12' E         | Tosya                                                                                  | Castamonu                       | 7,7                            | 4 000  |         |
| 1944 | 1 de fevereiro | 05:22      | Terramoto de Bolu-Gerede de 1944  | 41° 24' N 32° 42' E         | Safranbolu (embora o nome se refira às cidades de Bolu e Gerede, na província de Bolu) | Karabük                         | 7,5                            |        |         |
| 1949 | 17 de agosto   | 20:43      | Sismo de Carleova de 1949         | 39° N 40° 30' E             | Carleova                                                                               | Bingöl                          | 7,1                            | 320    |         |
| 1951 | 13 de agosto   | 20:33      | Terramoto de Kurşunlu de 1951     | 40° 52' 48" N 32° 52' 12" E | Kurşunlu                                                                               | Çankırı                         | 6,9                            | 50     | 3354    |
| 1957 | 26 de maio     | 08:33      | Terramoto de Abant de 1957        | 40° 42' N 30° 54' E         | Hendek                                                                                 | Sakarya                         | 6,8                            | 52     |         |
| 1966 | 19 de agosto   | 05:15      | Terramoto de Varto de 1966        | 39° 12' N 36° E             | Varto, Quenes                                                                          | Muxe, Erzurum                   | 6,9                            | 2 394  | 1 489   |
| 1967 | 22 de julho    | 18:57      | Terramoto de Mudurnu de 1967      | 40° 43' 12" N 30° 48' 36" E | Mudurnu                                                                                | Bolu                            | 7,1                            | 86     | 332     |
| 1971 | 22 de maio     | 18:43      | Terramoto de Bingöl de 1971       | 38° 48' N 40° 30' E         | Bingöl                                                                                 | Bingöl                          | 6,8                            | 1 000  |         |
| 1992 | 13 de março    | 19:18      | Terramoto de Erzinjane de 1992    | 39° 42' 36" N 39° 36' 18" E | Erzinjane                                                                              | Erzinjane                       | 6.9                            | 497    | 2 000   |
| 1999 | 17 de agosto   | 03:02      | Terramoto de İzmit de 1999        | 40° 42' 7" N 29° 59' 13" E  | İzmit                                                                                  | Cocaeli                         | 7,4                            | 17 480 | 23 781  |
| 1999 | 12 de novembro | 18:57      | Terramoto de Düzce de 1999        | 40° 49' 12" N 31° 13' 48" E | Düzce                                                                                  | Düzce                           | 7,2                            | 759    | 4 948   |